# Moreni
Moreni (pronunciació en romanès: [moˈrenʲ]) és un municipi del comtat de Dâmbovița, Muntènia, Romania, amb una població de 22.868 habitants. La ciutat es troba a la part oriental del comtat, a la frontera amb el comtat de Prahova. Es troba a 22 km est de la seu del comtat, Târgoviște, i a uns 100 km al nord-oest de Bucarest.

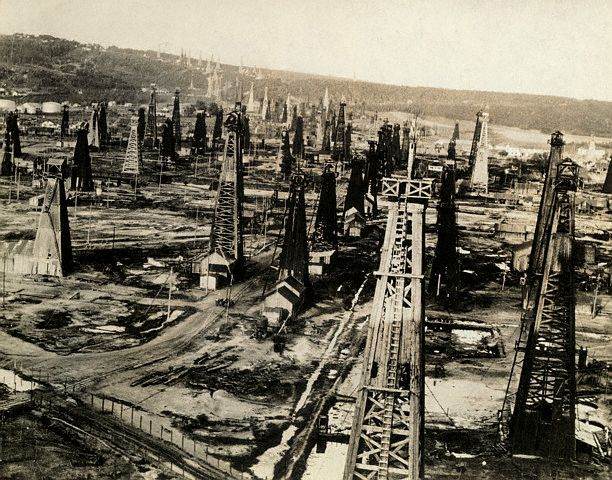
Camp de petroli a Moreni als anys vint

## Història
El 1861, Moreni es va convertir en el primer lloc de Romania (i el tercer del món) on s'extreia el petroli.
Recentment, les autoritats locals han construït un parc industrial per fomentar la inversió a la zona.

## Fills il·lustres
- Gheorghe Barbu
- Constantin Herold
- Andrei Ivan
- Ralph S. Locher
- George Mihăiță
- Ștefan Niculescu
- Gabriel Paraschiv
- Ionuț Zaharia